# 솔로이스트 (영화)
솔로이스트(The Soloist)는 프랑스, 영국, 미국에서 제작된 조 라이트 감독의 2009년 드라마 영화이다. 제이미 폭스 등이 주연으로 출연하였고 게리 포스터 등이 제작에 참여하였다.

## 출연

### 주연
- 제이미 폭스
- 로버트 다우니 주니어

### 조연
- 캐서린 키너
- 톰 홀랜더
- 리사 게이 해밀튼
- 넬슨 엘리스
- 레이첼 해리스
- 스티븐 루트
- 로레인 투세인트
- 저스틴 마틴
- 코야이 엠파
- 패트릭 타이텐
- 수제인 리
- 마코스 드 실바스
- 일리아 볼로크
- 아텔 그레이트

## 제작진
- 원작자: 스티브 로페즈
- 공동제작: 릭키 리아 베스톨
- 공동제작: 에릭 헤프론
- 공동제작: 리언 스톤브레이커
- 협력프로듀서: 조시핀 데이비스
- 미술: 사라 그린우드
- 미술효과: 줄리 스미스
- 소품팀: 그렉 베리
- 소품팀: 수잔 웩슬러
- 의상: 재클린 듀런
- 배역: 프랜신 마이슬러